# 纳科达
纳科达（Nakoda），是印度马哈拉施特拉邦钱德拉布尔县的一个城镇。总人口5949（2001年）。

## 人口
该地2001年总人口5949人，其中男性3139人，女性2810人；0—6岁人口633人，其中男355人，女278人；识字率75.88%，其中男性为81.84%，女性为69.22%。